# Dracaena acutissima
Dracaena acutissima är en sparrisväxtart som beskrevs av Henri Hua. Dracaena acutissima ingår i släktet dracenor, och familjen sparrisväxter. Inga underarter finns listade i Catalogue of Life.